# Brandan Greczkowski
Brandan Allan Greczkowski (ur. 18 lipca 1977) – amerykański judoka. Olimpijczyk z Sydney 2000, gdzie zajął siódme miejsce w wadze ekstralekkiej.
Uczestnik mistrzostw świata w 1999. Startował w Pucharze Świata w 1997. Brązowy medalista mistrzostw panamerykańskich w 1998 i 1999 roku.

## Letnie Igrzyska Olimpijskie 2000
| Konkurencja | Rundy eliminacyjne     | Rundy eliminacyjne      | Repasaże            | Repasaże               | Repasaże               | Klas. końcowa |
| Konkurencja | 1/32                   | 1/16                    | Przeciwnik I        | Przeciwnik II          | Przeciwnik III         | Miejsce       |
| ----------- | ---------------------- | ----------------------- | ------------------- | ---------------------- | ---------------------- | ------------- |
| 60 kg       | Cédric Taymans (BEL) Z | Tadahiro Nomura (JPN) P | Jia Yunbing (CHN) Z | Marek Matuszek (SVK) Z | Ajdyn Smagułow (KGZ) P | 7.            |